# 5298 Paraskevopoulos
5298 Paraskevopoulos este un asteroid din centura principală, descoperit pe 7 august 1966, de Boyden Observatory.